# کیرشبرگ (بایرن علیا)
کیرشبرگ (به آلمانی: Kirchberg) یک شهر در آلمان است که در بایرن واقع شده‌است.

## خصوصیات
کیرشبرگ ۱۷٫۰۹ کیلومترمربع مساحت دارد ۴۸۰-۵۲۵ متر بالاتر از سطح دریا واقع شده‌است.